# 音乐生理学
音乐生理学（德語：Musikphysiologie），是在音乐家医学和系统音乐学的科学学科背景下，那些以应用为导向的身体治疗和心理技术等领域的總稱。它為預防和治疗音乐家的身心疾病，以及记录音樂製作中的心理與生理过程，提供了理论和实践的基础。

## 内容
音乐生理学的核心，是在於教學和研究製作音樂的生理基础，以及典型音乐家疾病的预防。后者既包括记录音乐家受伤疼痛的原因，也包括研究如何预防製作音乐——比如练习、演奏和教学——时所产生的疼痛。在其实用學科中，音乐生理学有助于提高自我感知能力以及与人体工程学和经济相关的运动方式的优化。

## 分支领域
- 解剖學和生物力學，即肌肉工作的功能運動理論以及音樂製作時全身的功能。
- 身體和心理疾病及其康復
- 怯場和恐懼
- 放鬆程序和應對恐懼的心理技巧
- 適當的身體強化和恢復的基礎
- 調和練習、訓練、熱身及將其融入日常工作的技能
- 器樂演奏的感覺運動技能
- 樂器和樂器製造的人體工程學
- 聽力保護措施
- 在製作音樂和上課時分析與優化姿勢、呼吸和運動
- 聲音和聽覺生理

## 历史
克里斯托夫·瓦格納（Christoph Wagner）是一名醫生和音樂家，被認為是德語地區音樂生理學的先驅。1974年，他被聘為音樂生理學教授，並於1979年在漢諾威音樂與戲劇學院成立了第一個“音樂生理學研究所”，將音樂家醫學和音樂教育結合在一起。該研究所由埃卡特·阿爾滕米爾（Eckart Altenmüller）接手。1974年，鋼琴家兼呼吸老師Hilde Langer-Rühl（1911–1990）在維也納音樂與表演藝術大學為樂器演奏者開設了呼吸、聲音和運動訓練課程。現在，該主題已整合到許多音樂學院的教學和研究中。另外，還有針對音樂家和音樂老師的特別培訓課程。
1994年成立了“德國音樂生理學和音樂家醫學學會”，1998年成立了“瑞士音樂醫學學會”（SMM），2009年成立了“奧地利音樂醫學學會”（ÖGfMM）。